# Landesjugendring Niedersachsen

Logo des Landesjugendrings Niedersachsen

Der Landesjugendring Niedersachsen e.V. ist die Arbeitsgemeinschaft von 19 landesweit aktiven Jugendorganisationen. Deren mehr als 80 eigenständige Jugendverbände haben rund 500.000 Mitglieder.
Der Verband tritt im Dialog mit Politik, Öffentlichkeit und Verwaltung dafür ein, dass Kinder und Jugendliche Gehör finden, ihre Interessen berücksichtigt und ihre Lebensbedingungen verbessert werden. Er versucht auch, die Strukturen für die Jugendarbeit in ihren verschiedenen Formen zu sichern, zu verbessern und auszubauen. Neben dem Landesjugendring gibt es mit ähnlichen Aufgaben auf der kommunalen Ebene über 200 Kreis-, Stadt-, Orts- und Gemeindejugendringe, die der Landesjugendring mit Publikationen, Veranstaltungen und individueller Beratung unterstützt.
Der Landesjugendring wirkt gelegentlich im Vorfeld von Entscheidungen im Landtag oder in den Kommunal- und Stadtparlamenten mit, um die Interessen der Jugendlichen zu vertreten und ihren Anliegen Gehör zu verschaffen. Er ermuntert junge Menschen, sich politisch zu engagieren, fordert von den Parteien, deren Interessen stärker zu berücksichtigen und setzt sich für eine Absenkung des Wahlalters ein. Bereits Mitte der 1990er-Jahre hat der Verband mit neXTvote erste Onlinewahlen erprobt.
Er betreibt mit dem Jugendserver Niedersachsen eine zentrale niedersächsische Informationsplattform für die Jugendarbeit. Diese hat Bereiche Magazin, Wiki und Netzwerk mit Informationen aus Jugendarbeit und Jugendpolitik und Möglichkeiten der Partizipation und Kommunikation. Themen, Methoden, Datenbanken, Podcasts und Weblogs sollen die ehren- und hauptamtlichen Mitarbeiter der Jugendarbeit unterstützen.

## Mitgliedsverbände
Mitgliedsverbände sind:
- Arbeitsgemeinschaft der Evangelischen Jugend in Niedersachsen
- Bund der Deutschen Katholischen Jugend
- Bund Deutscher PfadfinderInnen
- DBB Jugend
- Deutsche Schreberjugend
- Deutsches Jugendrotkreuz Niedersachsen
- DGB-Jugend
- djo – Deutsche Jugend in Europa
- Jugend der Deutschen Lebens-Rettungs-Gesellschaft
- Jugendaktion Natur- und Umweltschutz Niedersachsen
- Jugendwerk der Arbeiterwohlfahrt
- Naturfreundejugend Deutschlands
- Niedersächsische Jugendfeuerwehr
- Niedersächsische Landjugend
- Ring Deutscher Pfadfinderinnenverbände
- Ring deutscher Pfadfinderverbände
- Sozialistische Jugend Deutschlands – Die Falken
- THW-Jugend
- Arbeitskreis Niedersächsischer Jugendgemeinschaften (ANJ)[1]:
  - Arbeiter-Samariter-Jugend Niedersachsen
  - Junge Presse Niedersachsen
  - Jugendnetzwerk Lambda Nord
  - Jugend des Deutschen Alpenvereins
  - Deutsche Wanderjugend
  - Bund der Alevitischen Jugend Norden[2]
  - DITIB LJV Niedersachsen und Bremen
  - Junge Europäische Föderalist*innen Niedersachsen
  - Netzer Germany